# Zeylanidium barberi
Zeylanidium barberi là một loài thực vật có hoa trong họ Podostemaceae. Loài này được (Willis) C. Cusset miêu tả khoa học đầu tiên năm 1992.